# Eppeville Old Churchyard
Eppeville Old Churchyard is een militaire begraafplaats voor Gemenebest-strijders, gelegen in de Franse plaats Eppeville, in het departement Somme). Er zijn vijf geïdentificeerde en drie ongeïdentificeerde stoffelijke resten uit de Eerste Wereldoorlog begraven. De graven worden onderhouden door de Commonwealth War Graves Commission.